# Evgenia Brendes
Evgenia Brendes (Russisch: Евгения Брендес, uitspraak: Jivgénia Bréndes,) (Pavlodar, Kazachse SSR, Sovjet-Unie, 1989) is een Belgische actrice, geboren en opgegroeid in Kazachstan.

## Biografie
Brendes werd geboren in Kazachstan in een gezin van Russische komaf. Haar grootouders waren Russische ingenieurs, die in opdracht van de Sovjetregering naar Kazachstan waren gestuurd. Na de val van de Sovjetunie werd het leven in Kazachstan zwaarder voor het gezin Brendes, mede als gevolg van hun Russische afkomst. Toen Evgenia elf jaar oud was vertrok ze met haar ouders en zus naar Europa. Na een verblijf van twee maanden in Tsjechië vestigde het gezin zich ten slotte in Antwerpen.
De allereerste televisie-ervaring van Brendes was in 2007, toen ze te zien was in de serie Matroesjka's. Ze studeerde vervolgens twee jaar farmaceutische wetenschappen aan de Katholieke Universiteit Leuven. In 2010 besloot ze van studie te wisselen en volgde ze de toneelopleiding aan het Koninklijk Conservatorium Antwerpen, waar ze in 2014 afstudeerde.
In 2013 trad ze op in De ondergang van de Titanic heeft nooit plaatsgevonden van Lucas Vandervost, gevolgd door diverse theaterrollen bij HETPALEIS en Toneelgroep Amsterdam. Bij dit laatste gezelschap speelt zij in het seizoen 2018-2019 de rol van Marie-Louise in Medea, een toneelstuk van Simon Stone.
In de zomer van 2018 speelde Brendes de titelrol in Ondine, een voorstelling die drie weken lang werd opgevoerd in de Koninklijke Schouwburg van Den Haag door Het Nationale Theater.
In 2018 en 2019 was Brendes op televisie te zien in de rol van Ella Goes in beide seizoenen van de televisieserie Over water. Tevens heeft ze aan enkele films meegewerkt, zoals Problemski Hotel (2015) waarin ze als Lidia een hoofdrol speelde.
Op het Theaterfestival kreeg Evgenia Brendes in 2019 de "Theaterprijs voor meest gewaardeerde acteerprestatie - vrouwen", voor haar rol als Dounia B. in de gelijknamige jeugdvoorstelling van MartHa!Tentatief en HetPaleis. 'Met een  bijzonder rijk palet aan kleuren geeft ze gestalte aan haar personage. Haar energie is ontwapenend. Ze weet op verschillende manieren de harten te beroeren van jong en oud. Heel de voorstelling speelt ze scherp, speels en sprankelend als een glas champagne', zo stond er in het juryrapport. De Theaterprijzen worden elk jaar uitgedeeld door de Acteursgilde, met een jury van 12 acteurs en actrices.